# Kup europskih prvaka 1990./91. (vaterpolo)
Kup europskih prvaka 1990./91. igralo je 8 momčadi. 

## Turnir
- Glyfada - CSK VMF Moskva 7:7, 3:14 (ukupno 10:21)
- Marseille - Canotierri Napulj 12:8, 5:12 (ukupno 17:20)
- Mladost - Polar Bears Ede 8:6, 9:10 (ukupno 17:16)
- Spandau - Lokomotiv Sofija 13:9, 10:10 (ukupno 23:19)

- Mladost - CSK VMF Moskva 10:9, 9:6 (ukupno 19:15)
- Spandau - Canotierri Napulj 8:9, 7:10 (ukupno 15:19)

- Mladost - Canotierri Napulj 10:7, 11:10 (ukupno 21:17)

- prvak Europe 1990./91.:  Mladost (šesti naslov)
  - Andrija Popović, Dubravko Šimenc, Igor Milanović, Davor Erjavec, Perica Bukić, Ladislav Vidumansky, Josip Vezjak, Damir Vincek, Milorad Damjanić, Krešimir Rukavina, Mladen Miškulin, Ratko Štritof, Dario Kobeščak, Tomaž Lašič. Trener: Duško Antunović[1]